# 임계 상태
임계 상태(Criticality)는 원자로 작동에 있어서 핵 연쇄 반응이 자립하는 상태, 즉 반응도가 0인 상태를 말한다. 초임계 상태에서는 반응성이 0보다 크다.

## 응용
임계 상태는 핵연료가 핵분열 연쇄반응을 지속하는 원자로의 정상적인 작동 조건이다. 원자로는 각 핵분열이 진행 중인 일련의 핵반응을 유지하기에 충분한 수의 중성자를 방출할 때 임계성을 달성한다.
국제 원자력 기구는 원자로가 처음으로 임계화되는 날짜를 첫 번째 임계일로 정의한다. 이는 원자력 발전소 건설과 시운전에 있어서 중요한 이정표이다.

## 같이 보기
- 임계사고
- 임계 질량
- 임계